# Logion

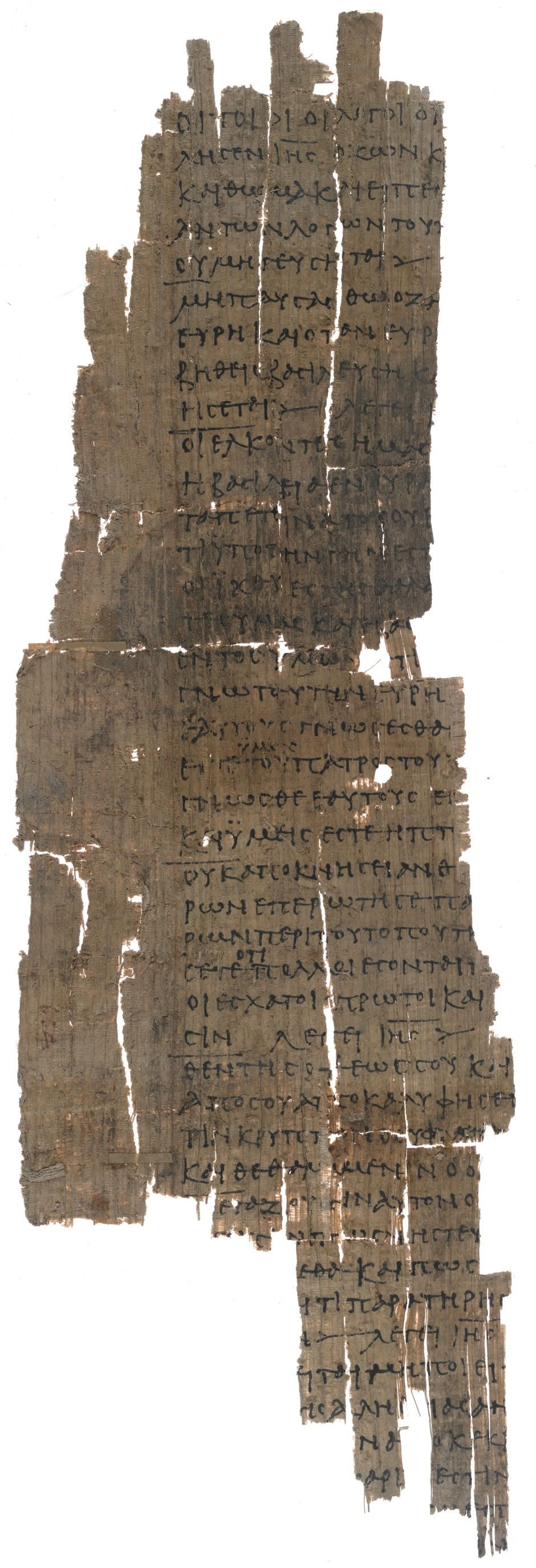
Papyrus Oxyrhynchus 654 en el que figuren alguns logia de Jesús

Un logion (en grec : λόγιον), en plural logia (λόγια), és, a l'antiga Grècia, una paraula d'inspiració divina o sagrada. Tant en la tradició del Judaisme hel·lenístic com del cristianisme, el terme és sinònim de « Paraula del Senyor ».
Des del segle xix, els exegetes del Nou Testament empren aquesta paraula d'una manera quasi exclusiva en el cas de les « dites » de Jesús de Natzaret. Aquests logia ocupen un lloc central en la recerca del Jesús històric perquè ho han tractat a la gènesi dels Evangelis canònics, en particular els sinòptics. La Font Q definida per la teoria de les dues fonts seria en efecte un recull de logia (sentències) de Jesús utilitzades per Mateu i Lluc.
La naturalesa d'aquestes logia és en debat des de Pàpies de Hieràpolis però també des del descobriment de l'Evangeli apòcrif de Tomàs.

## Origen
La paraula sagrada dels déus grecs s'expressa sota la forma de l'oracle, el chrêsmos (χρησμός), o també del logion, que interpreten els endevins, i els dos termes són sinònims.
La sessió reapareix a la Septuaginta per designar la paraula de Déu a l'hora de traduir la paraula hebrea corresponent : אּמְרַת (Amrat [HaShem]). Per a Filó d'Alexandria, el conjunt de la Torà d'inspiració divina, cadascun dels seus passatges constitueix en si mateix un logion i, de la mateixa manera, amb el mateix significat, la paraula s'utilitza quatre vegades en el Nou Testament.

## La frase de Papias
A la seva Història eclesiàstica, al segle IV, Eusebi de Cesarea es refereix a una declaració de Pàpies de Hieràpolis a la seva Λογἱων κυριακῶν ἐξηγήσεις (Logiôn kyriakôn exêgêseis), o sigui « Explicació de les paraules del Senyor », obra perduda que data del Segle II (120-125). Comentant Pàpies, Eusebi afirma: « Mateu reuneix doncs en llengua hebrea les logia [de Jesús] i cadascú els va interpretar com n'era capaç (Ματθαῖος μὲν οὖν ἑβραΐδι διαλέκτῳ τὰ λόγια συνετάξατο, ἡρμήνευσεν δ' αὐτὰ ὡς ἧν δυνατὸς ἕκαστος),. »
Aquesta frase ha suscitat múltiples especulacions entre els exegetes, fins al punt que alguns han volgut veure-hi la prova d'un manuscrit original « semític » de l'Evangeli segons Mateu que hauria estat a continuació traduït al grec. Aquesta teoria no té ja recorregut entre els especialistes, que discuteixen la interpretació d'Eusebi i « subratllen que res, en el nostre actual Mateu, no fa pensar que es tracti d'una traducció », com recorda François Blanchetière: el text de Mateu, des de l'origen, ha estat redactat en grec antic.

## Ho debat exegètic
El debat es va obrir l'any 1832 quan Schleiermacher s'interroga sobre la frase de Pàpies i sobre el sentit de la paraula logia: si no significa que Mateu ha escrit en hebreu o en arameu, potser vol dir que l'evangelista ha tingut accés a un altre conjunt de logia, o sigui un recull de paraules de Jesús.
Poc després, l'any 1838, Christian Hermann Weisse reprèn la tesi de Schleiermacher completant-la amb la de l'anterioritat de Marc, la qual cosa dona lloc a la seva teoria de les dues fonts : Mateu i Lluc s'han inspirat de dues fonts, l'Evangeli segons Marc i el recull de logia. Aquesta teoria és confirmada per Heinrich Julius Holtzmann en un treball decisiu, Die synoptischen Evangelien, ihr Ursprung und geschichtlicher Charakter (« Els Evangelis sinòptics, el seu origen i la seva historicitat »), publicat l'any 1863. Des d'aquesta data, la teoria de les dues fonts té autoritat entre els especialistes.
Aquesta segona font s'anomena llavors Logia, en referència a Pàpies, i se la designa per la seva inicial en grec: Λ (lambda). Tanmateix, al final del segle xix, sembla cada vegada menys pertinent subordinar l'existència d'aquesta font a la frase de Pàpies, així el debat resta obert sobre el fet que es tractaria d'un recull de paraules. S'adopta doncs un terme més genèric: Quelle - « font » en alemany - la inicial del qual serveix des de llavors a designar-la. Els treballs exegètics tracten des d'aleshores de la « Font Q », considerada com el « més antic testimoni » de la tradició teològica del cristianisme. Les controvèrsies sobre la naturalesa exacta de la Font Q prossegueixen fins als anys 1960, època on un descobriment arqueològic aporta diversos elements de resposta: la d'un evangeli apòcrif.

## L'Evangeli segons Tomàs
Aquest apòcrif es va descobrir al desembre de 1945 a Nag Hammadi, a l'Alt Egipte. Els primers treballs sobre l'Evangeli segons Tomàs consisteixen principalment en una comparació de les 114 paraules atribuïdes a Jesús en aquest text copte i als evangelis canònics, per tal de saber si, i en quina mesura, aquest evangeli reflecteix tradicions independents dels evangelis canònics.
La meitat de les logia a l'Evangeli segons Tomàs troben els seus paral·lels neotestamentaris als evangelis sinòptics, l'altra meitat a la font Q reconstituïda.